# Obiettivi Canon EF 500mm
L'obiettivo EF 500mm è un super-teleobiettivo prodotto da Canon Inc.. L'obiettivo ha un attacco EF ed è quindi compatibile con macchine fotografiche reflex della serie EOS.
Quando viene applicato su un corpo macchina EOS dotato di fattore di moltiplicazione di campo visivo di 1,6x (formato APS-C), come la Canon EOS 500D si ottiene un minor campo visivo, equivalente a un obiettivo con 800mm di lunghezza focale montato su un corpo macchina dotato di piano focale di 35mm. Invece con una fotocamera con fattore di moltiplicazione di 1,3x come la Canon EOS-1D Mark III si ha un campo visivo meno ridotto ma una lunghezza focale inferiore, equivalente ai 650mm del pieno formato.
Questi obiettivi sono usualmente impiegati nella fotografia sportiva e naturalistica, in particolare quando i soggetti sono uccelli.
Canon ha prodotto due tipi di obiettivi da 500mm che differiscono per l'apertura del diaframma. La versione più luminosa, il EF 500 f/4L IS USM è stata realizzata in due versioni, di cui la prima ormai è fuori produzione. A causa del terremoto in Giappone del Marzo 2011, la produzione del nuovo EF 500 f/4L IS II USM è stata più volte posticipata fino alla metà del 2012, quando è diventato disponibile.
- EF 500 f/4.5L USM
- EF 500 f/4L IS USM (non più prodotto) e EF 500 f/4L IS II USM (in produzione dal 2012)

Entrambe le ottiche sono compatibili con i moltiplicatori Canon Extender EF.
In particolare, l'EF 500 f/4L IS II USM rispetto alla prima serie integra uno stabilizzatore dell'immagine di nuova costruzione, più preciso, oltre ad un peso inferiore.
| Attributo                        | f/4.5L USM | f/4L IS USM | f/4.0L IS II USM |
| -------------------------------- | ---------- | ----------- | ---------------- |
| Foto                             |            |             |                  |
| Caratteristiche principali       |            |             |                  |
| Stabilizzatore d'immagine        | No         | Sì          | Sì               |
| Motore ultrasonico               | Sì         | Sì          | Sì               |
| Obiettivi serie L                | Sì         | Sì          | Sì               |
| Elementi ottici diffrattivi      | No         | No          | No               |
| Macro                            | No         | No          | No               |
| Dati tecnici                     |            |             |                  |
| Massima apertura                 | 4.5        | 4           | 4                |
| Apertura minima                  | 32         | 32          | 32               |
| Gruppi/elementi                  | 7/8        | 13/17       | 12/16            |
| N. di lamelle del diaframma      | 9          | 8           | 9                |
| Minima distanza di messa a fuoco | 5 m        | 4.5 m       | 3.7 m            |
| Max. magnification               | 0.11       | 0.12        | 0.15             |
| Angolo di campo orizzontale      | 4°         | 4°          | 4°               |
| Angolo di campo verticale        | 2°45'      | 2°45'       | 2°45'            |
| Angolo di campo diagonale        | 5°         | 5°          | 5°               |
| Dati fisici                      |            |             |                  |
| Peso                             | 3.000 g    | 3.870 g     | 3.190 g          |
| Diametro massimo                 | 130 mm     | 146 mm      | 146 mm           |
| Lunghezza                        | 390 mm     | 387 mm      | 383 mm           |
| Diametro del filtro              | 48 mm      | 52 mm       | 52 mm            |
| Storia                           |            |             |                  |
| Data di rilascio                 | Marzo 1992 | Luglio 1999 | Maggio 2012      |